# Star (Idaho)
Star város az USA Idaho államában, Canyon és Ada megyében. Lakosainak száma 11 117 fő (2020. április 1.).

## Népesség
A település népességének változása:

| 2010 | 5 793  |
| 2020 | 11 117 |